# Jauhen Iutschanka
Jauhen Michajlawitsch Iutschanka (belarussisch Яўген Міхайлавіч Іўчанка, russisch Евгений Михайлович Ивченко Jewgeni Michailowitsch Iwtschenko, engl. Transkription Yevgeniy Ivchenko, ukrainisch Євген Михайлович Івченко Jewhen Mychajlowytsch Iwtschenko; * 26. Juni 1938 in Iskryskiwschtschyna, Oblast Sumy, Ukrainische SSR, Sowjetunion; † 2. Juni 1999) war ein sowjetisch-belarussischer Geher.
Bei den Olympischen Spielen 1972 in München wurde er auf der 50-km-Strecke disqualifiziert. Am 27. Juli 1979 stellte er in Moskau mit 3:50:24 h seine Bestzeit über diese Distanz auf.
Im darauffolgenden Jahr wurde er über 50 km sowjetischer Meister und gewann bei den Olympischen Spielen in Moskau die Bronzemedaille.